# Boris Zajcev
Boris Mihajlovič Zajcev (rusko Бори́с Миха́йлович За́йцев), ruski hokejist, * 23. marec 1937, Moskva, Rusija, † 24. februar, 2000, Rusija.
Zajcev je v sovjetski ligi branil celotno kariero za klub Dinamo Moskva, skupno je branil na 251-ih prvenstvenih tekmah. Za sovjetsko reprezentanco je nastopil na enih olimpijskih igrah, na katerih je osvojil zlato medaljo, in enem svetovnem prvenstvu (brez olimpijskih iger), na katerem je prav tako osvojil zlato medaljo. Za reprezentanco je branil na sedmih tekmah. Umrl je leta 2000 v starosti dvainšestdesetih let.

## Pregled kariere
Odebeljeno - reprezentančni nastopi, glej tudi Statistika pri hokeju na ledu.
| Moštvo          | Liga                 | Sezona |    | Redni del | Redni del | Redni del | Redni del | Redni del | Redni del | Redni del | Redni del |    | Končnica | Končnica | Končnica | Končnica | Končnica | Končnica | Končnica | Končnica |
| --------------- | -------------------- | ------ | -- | --------- | --------- | --------- | --------- | --------- | --------- | --------- | --------- | -- | -------- | -------- | -------- | -------- | -------- | -------- | -------- | -------- |
| Moštvo          | Liga                 | Sezona | OT | PG        | G         | P         | T         | KM        | GT        | OD        | OT        | PG | G        | P        | T        | KM       | GT       | OD       |          |          |
| Dinamo Moskva   | Sovjetska liga       | 62/63  |    |           |           |           |           |           |           |           |           |    |          |          |          |          |          |          |          |          |
| Sovjetska zveza | Svetovno prvenstvo A | 63     |    | 1         | 7         | 0         | 0         | 0         | 0         |           |           |    |          |          |          |          |          |          |          |          |
| Sovjetska zveza | Olimpijske igre      | 64     |    | 3         | 8         | 0         | 0         | 0         | 0         |           |           |    |          |          |          |          |          |          |          |          |